# Guillaume Coustou

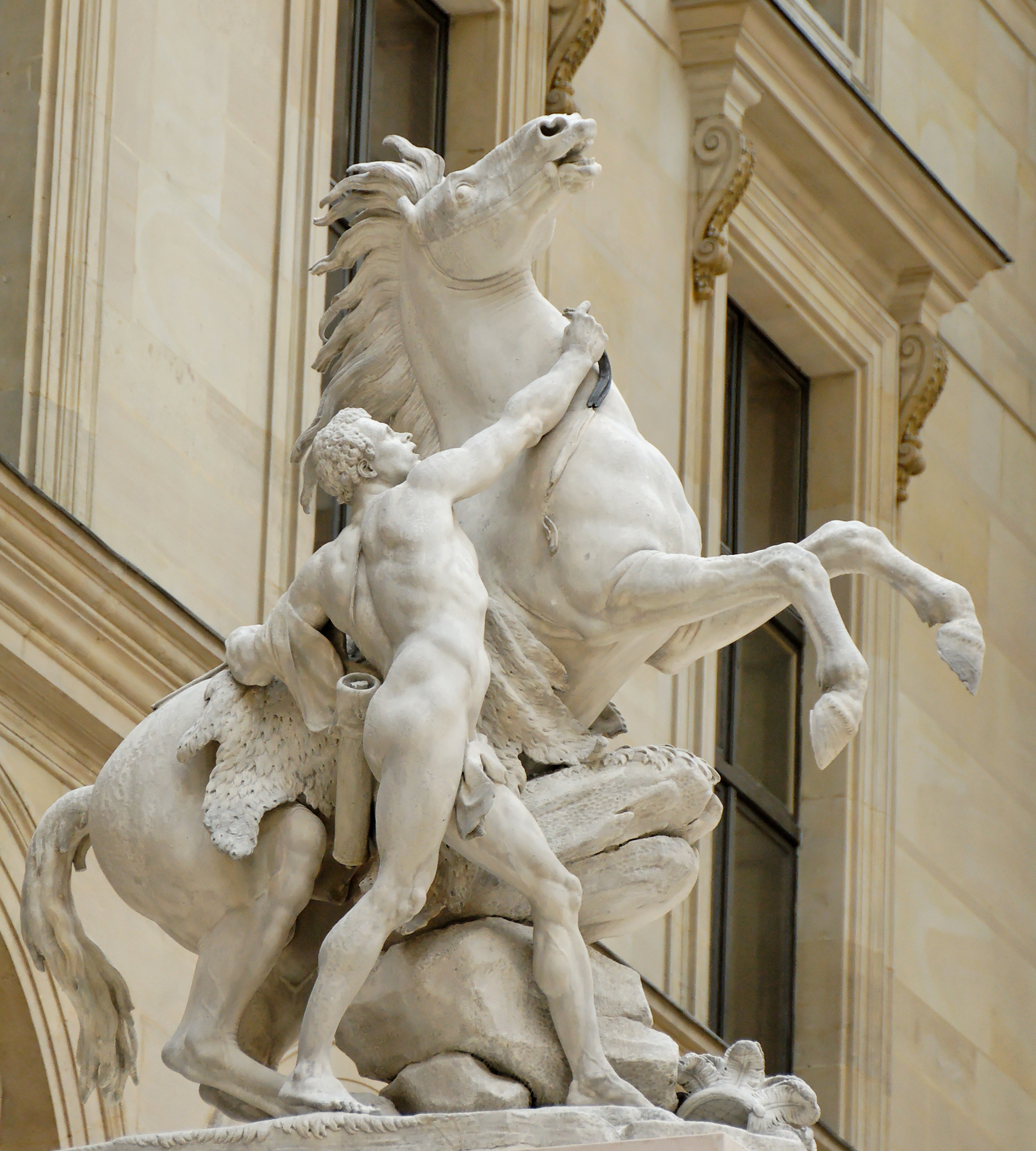
Chevaux de Marly, 1745

Guillaume Coustou (n. 29 noiembrie 1677, Lyon, d. 22 februarie 1746, Paris) a fost un sculptor și academician francez.
A fost fratele mai mic al lui Nicolas Coustou, iar asemeni fratelui său a lucrat pentru Ludovic al XIV-lea și Ludovic al XV-lea.
Asemeni fratelui său a câștigat Premiul Romei (Prix de Rome), ceea ce i-a adus patru ani de studii la Academia Franceză din Roma, dar nereușind să se adapteze condițiilor de școlarizare, părăsește academia.

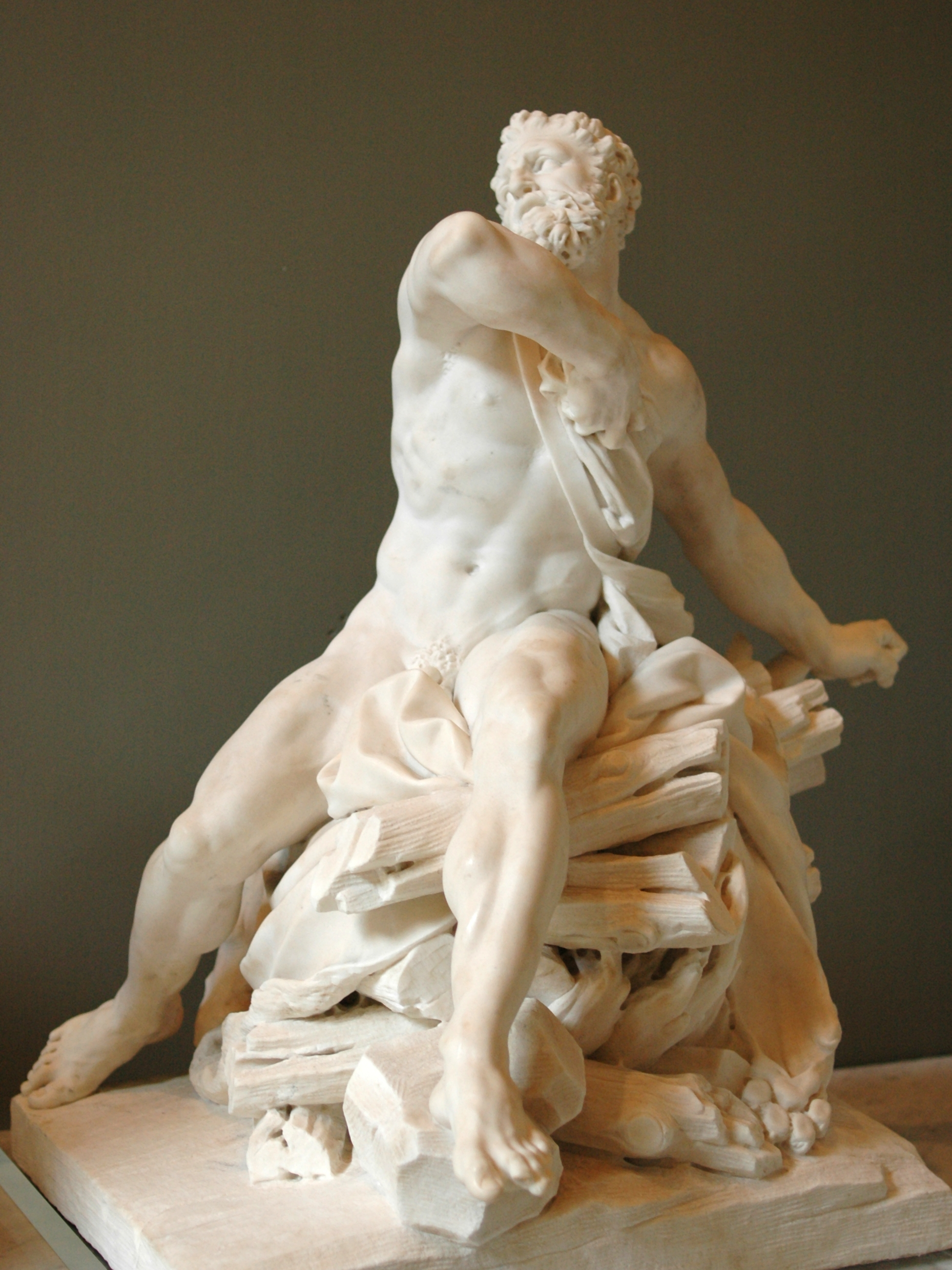
Hercule pe rug, 1704

Întors la Paris și-a asista unchiul Antoine Coysevox în executarea sculpturilor ecvestre Faimă și Mercur pentru Castelul Marly, lucrări care aveau să fie înlocuite cu sculpturile sale din ansamblul Chevaux de Marly (Caii din Marly sau Îmblănzitorii de cai).
În anul 1704 este admis la Academia Regală de Pictură și Sculptură pentru lucrarea sa Hercule sur le bûcher ("Hercule pe rug").
În anul 1733 avea să devină directorul academiei.

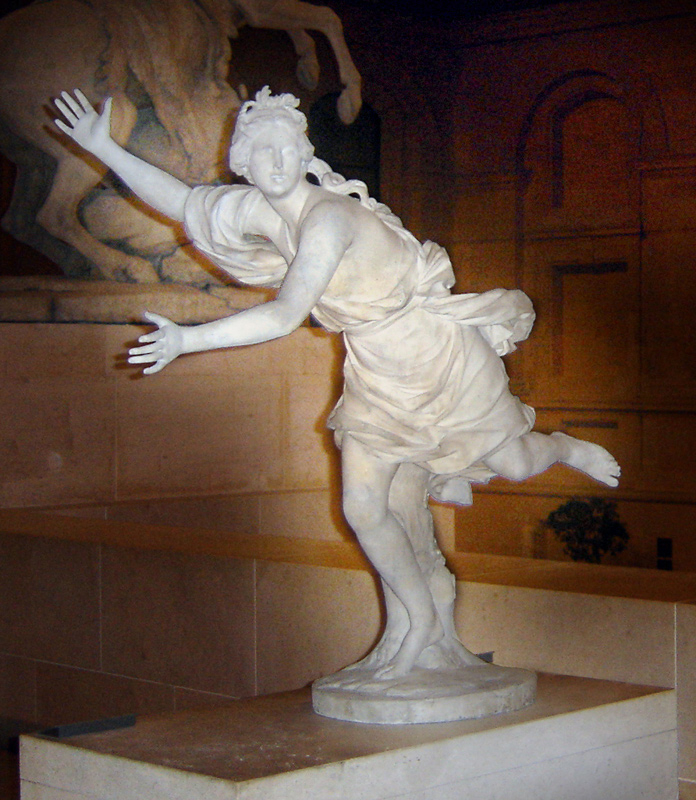
Daphne urmărită de Apollo, Muzeul Luvru, 1714